# Lost Horizon (groupe)
Pour les articles homonymes, voir Lost Horizon et Highlander.
Lost Horizon est un groupe suédois de power metal, originaire de Göteborg.

## Histoire
De 1990 à 1994, le groupe joue sous le nom de Highlander, avec Joacim Cans de HammerFall au chant et d'autres membres de Hammerfall dans le line-up.  Reformés à la fin des années 1990, ils décident de changer de nom pour Lost Horizon. 
Le premier album, Awakening the World,, est enregistré dans différents studios à Göteborg, et sort en mai 2001. Ils procèdent de cette manière pour obtenir le meilleur résultat possible, en enregistrant en plusieurs phases. Après l'enregistrement de leur deuxième album, A Flame to the Ground Beneath,,, sorti en 2003, Daniel Heiman (également ex-chanteur de Crystal Eyes) et Fredrik Olsson quittent le groupe en raison de divergences musicales, pour former plus tard le groupe de heavy metal Heed. 
Au début de l'année 2008, le groupe reprend ses activités, mais n'a toujours pas de remplaçant vocal. Un nouvel album autofinancé est annoncé et serait en cours d'enregistrement, chanson par chanson, les pistes vocales devant être ajoutées lorsqu'un nouveau chanteur aura été trouvé. 

## Membres

### Membres actuels
- Transcendental Protagonist (Wojtek Lisicki) - guitares (Luciferion, Against the Plagues)
- Cosmic Antagonist (Martin Furängen) - basse (Luciferion)
- Preternatural Transmogrifyer (Christian Nyquist) - batterie
- Perspicacious Protector (Attila Publik) - claviers

### Anciens membres
- Ethereal Magnanimus (Daniel Heiman) - chant (ex-Fierce Conviction, ex-Crystal Eyes, ex-Destiny (Swe), Heed)
- Equilibrian Epicurius (Fredrik Olsson) - guitares (ex-Destiny (Swe), Heed)

## Discographie

### Albums studio
- 2001 : Awakening the World – The Sampler (démo)
- 2001 : Awakening the World (album studio)
- 2003 : Cry of a Restless Soul (démo)
- 2003 : A Flame to the Ground Beneath (album studio)